# Johnny Mathis (cantante 1935)
Johnny Mathis, all'anagrafe John Royce Mathis (Gilmer, 30 settembre 1935), è un cantante statunitense, interprete soprattutto di brani del genere popular music e professionalmente in attività dalla metà degli anni cinquanta.
In carriera ha pubblicato circa 75 album e venduto oltre 100 milioni di dischi in tutto il mondo. Ha duettato con Natalie Cole, Gladys Knight, Nana Mouskouri, Dionne Warwick e Deniece Williams.
Tra i suoi brani di maggiore successo, figurano It's Not for Me to Say del 1957 (5ª posizione nella Billboard Hot 100 e Grammy Hall of Fame nel 2008), Chances Are del 1957 (1ª posizione nella Billboard Hot 100 e Grammy Hall of Fame nel 1998), Fly Me to the Moon, I'm Comin Home, Misty del 1959 (Grammy Hall of Fame nel 2002), Too Much, Too Little, Too Late del 1978 (1ª posizione nella Billboard Hot 100 e 3^ nel Regno Unito), When a Child Is Born (cover di Soleado), eccetera.
Ha una stella nella Hollywood Walk of Fame e ha ottenuto il Premio Grammy alla carriera (nel 2003).

## Biografia
Johnny Mathis è nato il 30 settembre 1935 a Gilmer, Texas, ma è cresciuto a San Francisco, in California. Fin da giovane ha mostrato talento per la musica e ha studiato canto con Connie Cox, perfezionando la sua tecnica vocale.
Durante il liceo si è distinto anche come atleta, eccellendo in discipline come salto in alto e corsa. Ha poi frequentato la San Francisco State University con una borsa di studio per l’atletica leggera, ma ha abbandonato gli studi per dedicarsi alla musica.
Nel 1956, dopo essere stato scoperto da un talent scout in un nightclub, ha firmato un contratto con la Columbia Records, avviando una carriera di grande successo. Da allora, è diventato uno degli artisti più longevi e amati della musica pop.

## Discografia parziale

### Album
- Johnny Mathis Columbia CL-887 1956
- Wonderful Wonderful Columbia CL-1028 (Gold) 1957
- Warm Columbia CL-1078/CS-8039 (Gold) 1957
- Good Night, Dear Lord Columbia 1958
- Johnny's Greatest Hits Columbia CL-1133 (Multi-Platinum) 1958
- Swing Softly Columbia CL-1165/CS-8023 (Gold), #10 UK Pop Albums 1958
- Merry Christmas Columbia CL-1195/CS-8021 (Multi-Platinum) 1958
- Open Fire, Two Guitars Columbia CL-1270/CS-8056 (Gold) 1959
- More Johnny's Greatest Hits Columbia CL-1344/CS-8150 (Gold) 1959
- Heavenly Columbia CL-1354/CS-8152 1959
- Faithfully Columbia CS-8219 (Gold) 1959
- The Rhythms and Ballads of Broadway Columbia #6 UK Pop Albums 1960
- Johnny's Mood Columbia 1960
- I'll Buy You a Star #18 UK Pop Albums Columbia 1961
- Portrait of Johnny Columbia 1961
- Live It Up! Columbia 1962
- Rapture Columbia 1962
- Johnny's Newest Hits Columbia 1963
- Johnny Columbia 1963
- Romantically Columbia CS 8898, CL 2098 1963
- Sounds of Christmas Mercury 1963
- I'll Search My Heart and Other Great Hits Columbia CS-8943
- The Great Years Columbia 1964
- Tender Is the Night Mercury 1964
- The Wonderful World of Make Believe Mercury 1964
- This Is Love Mercury MG 20942/SR 60942 1964
- Olé Mercury 1965
- Love Is Everything Mercury 1965
- The Sweetheart Tree Mercury SR 61041/MG 21041 1965
- The Shadow of Your Smile Mercury 1966
- So Nice Mercury 1966
- Johnny Mathis Sings Mercury SR-61107 1967
- Up, Up and Away Columbia 1967
- Love Is Blue Columbia CS-9637 1968
- Those Were the Days Columbia CS 9705 1968
- People Columbia 1969
- The Impossible Dream Columbia 1969
- Love Theme From "Romeo And Juliet" (A Time For Us) Columbia 1969
- Give Me Your Love for Christmas Columbia (Platinum) 1969
- Raindrops Keep Fallin' on My Head #23 UK Pop Albums 1970
- Close to You Columbia 1970
- Sings the Music of Bacharach & Kaempfert 1970
- Love Story #27 UK Pop Albums 1971
- You've Got a Friend Columbia 1971
- In Person - Recorded Live at Las Vegas Columbia 1972
- The First Time Ever I Saw Your Face #40 UK Pop Albums 1972
- Johnny Mathis' All-Time Greatest Hits (Platinum) 1972
- Song Sung Blue 1972
- This Guy's in Love with You Harmony 1972
- Christmas with Johnny Mathis Columbia 1972
- Me and Mrs. Jones 1973
- Killing Me Softly 1973
- I'm Coming Home Columbia #18 UK Pop Albums 1973
- The Heart of a Woman #39 UK Pop Albums 1974
- What'll I Do 1974
- When Will I See You Again #13 UK Pop Albums 1975
- Feelings (Platinum) 1975
- Heavenly and Faithfully Columbia 1975
- I Only Have Eyes for You #14 UK Pop Albums (UK Gold) 1976
- Hold Me, Thrill Me, Kiss Me 1977
- The Mathis Collection #1 UK Pop Albums (UK Platinum) 1977
- Sweet Surrender Pop Albums (UK Gold) 1977
- Mathis Is 1977
- Johnny's Greatest Hits 1977
- You Light Up My Life #3 UK Pop Albums (Platinum) 1978
- That's What Friends Are For (con Deniece Williams) #16 UK Pop Albums (Gold) 1978
- The Best Days of My Life#38 UK Pop Albums 1979
- Mathis Magic #59 UK Pop Albums 1979
- Tears and Laughter #1 UK Pop Albums (UK Gold) 1980
- All for You #20 UK Pop Albums 1980
- Different Kinda Different 1980
- The Best of Johnny Mathis (1975–1980) (Gold) 1980
- Celebration #9 UK Pop Albums (UK Gold) 1981
- The First 25 Years: Silver Anniversary Album 1981
- Friends In Love #34 UK Pop Albums 1982
- Unforgettable - A Musical Tribute To Nat King Cole #5 UK Pop Albums (UK Gold) 1983
- A Special Part of Me #45 UK Pop Albums 1984
- For Christmas 1984
- Johnny Mathis Live 1985
- Right from the Heart 1985
- Hollywood Musicals #46 UK Pop Albums 1986
- Christmas Eve with Johnny Mathis 1986
- Once in a While 1988
- Love Songs 1988
- In the Still of the Night 1989
- In a Sentimental Mood: Mathis Sings Ellington 1990
- Better Together: The Duet Album 1991
- How Do You Keep the Music Playing 1993
- The Christmas Music Of Johnny Mathis, A Personal Collection 1993
- The Hits of Johnny Mathis 1995
- All About Love 1996
- Because You Loved Me: Songs of Diane Warren 1998
- Mathis on Broadway 2000
- The Christmas Album (Gold) 2002
- Isn't It Romantic: The Standards Album 2005
- The Very Best of Johnny Mathis #6 UK Pop Albums (UK Gold) 2006
- Johnny Mathis: 50th Anniversary Christmas 2006
- Johnny Mathis Gold: A 50th Anniversary Celebration 2006
- A Night to Remember #29 UK Pop Albums 2008
- Let It Be Me: Mathis in Nashville 2010
- The Ultimate Collection #17 UK Pop Albums 2011
- Gold: A 50th Anniversay Christmas Celebration 2012

## Premi & riconoscimenti
- 2003: Grammy Award alla carriera